# 费玲
费玲（1979年—），河北昌黎人，汉族，中华人民共和国政治人物、第十二届全国人民代表大会解放军代表。
毕业于后勤指挥学院指挥自动化专业。加入中国共产党。2013年，担任全国人大代表。